# لی نیل
لی نیل (انگلیسی: Leah Neale؛ زادهٔ ۱ اوت ۱۹۹۵) ورزشکار ورزش شنا اهل استرالیا است.
وی در مسابقات کشوری و بین‌المللی در مجموع برندهٔ ۲ مدال طلا، ۱ مدال نقره و ۲ مدال برنز شده‌است.